# Boheme (album)
 (mai 2017).
Si vous disposez d'ouvrages ou d'articles de référence ou si vous connaissez des sites web de qualité traitant du thème abordé ici, merci de compléter l'article en donnant les références utiles à sa vérifiabilité et en les liant à la section « Notes et références ».
Albums de Deep Forest
World Mix
(1994) Comparsa
(1998)
Singles
1. Martha's Song
Sortie : 23 mai 1995
2. Boheme
Sortie : 31 août 1995
3. While the Earth Sleeps
Sortie : 25 janvier 1996
4. Freedom Cry
Sortie : 1er mars 1997

Boheme est le troisième album du duo français Deep Forest, formé d'Éric Mouquet et Michel Sanchez, sorti en 1995. 
Les compositions sont un mélange de musiques du monde, de new age, de musique électronique et d'influences diverses (jazz fusion, rock).

## Présentation
L'album est sorti dans 35 pays.
Il est essentiellement composé de samples de chansons de gypsy d'Europe Centrale et de l'Est (c'est-à-dire les Bohémiens, d'où le nom de l'album) avec de la musique électronique.
L'album est devenu l'un des plus gros succès du duo, se vendant à plus de 4 millions d'exemplaires, recevant les certifications Diamant, Platine et Or dans 15 pays, remportant le Grammy Award du meilleur album de musique du monde et ayant gagné la récompense Groupe français ayant vendu le plus d'album dans le monde en 1995 aux World Music Awards.
Parmi les singles édités, Martha's Song (avec Márta Sebestyén) et Freedom Cry deviennent des hits.
Le titre bonus de l'édition européenne While the Earth Sleeps (en), avec Peter Gabriel, est une composition pour la bande originale du film américain de science-fiction de Kathryn Bigelow Strange Days (1995).

## Liste des titres
| 1.    | Anasthasia                            | 1:49 |
| 2.    | Bohemian Ballet                       | 5:17 |
| 3.    | Martha's Song (feat. Márta Sebestyén) | 4:13 |
| 4.    | Gathering                             | 4:39 |
| 5.    | Lament                                | 3:10 |
| 6.    | Bulgarian Melody                      | 3:08 |
| 7.    | Deep Folk Song                        | 1:15 |
| 8.    | Freedom Cry                           | 3:20 |
| 9.    | Twosome                               | 4:07 |
| 10.   | Café Europa                           | 4:18 |
| 11.   | Katharina                             | 2:53 |
| 12.   | Boheme                                | 4:36 |
| 42:45 |                                       |      |

| Titre bonus édition européenne | Titre bonus édition européenne              | Titre bonus édition européenne | Titre bonus édition européenne | Titre bonus édition européenne | Titre bonus édition européenne | Titre bonus édition européenne | Titre bonus édition européenne | Titre bonus édition européenne | Titre bonus édition européenne |
| No                             | Titre                                       | Durée                          |                                |                                |                                |                                |                                |                                |                                |
| ------------------------------ | ------------------------------------------- | ------------------------------ | ------------------------------ | ------------------------------ | ------------------------------ | ------------------------------ | ------------------------------ | ------------------------------ | ------------------------------ |
| 13.                            | While the Earth Sleeps (en) (Peter Gabriel) | 6:22                           |                                |                                |                                |                                |                                |                                |                                |
| 49:06                          |                                             |                                |                                |                                |                                |                                |                                |                                |                                |

| CD bonus - Édition limitée Tour Edition Australie (Epic, 1996) | CD bonus - Édition limitée Tour Edition Australie (Epic, 1996) | CD bonus - Édition limitée Tour Edition Australie (Epic, 1996) | CD bonus - Édition limitée Tour Edition Australie (Epic, 1996) | CD bonus - Édition limitée Tour Edition Australie (Epic, 1996) | CD bonus - Édition limitée Tour Edition Australie (Epic, 1996) | CD bonus - Édition limitée Tour Edition Australie (Epic, 1996) | CD bonus - Édition limitée Tour Edition Australie (Epic, 1996) | CD bonus - Édition limitée Tour Edition Australie (Epic, 1996) | CD bonus - Édition limitée Tour Edition Australie (Epic, 1996) |
| No                                                             | Titre                                                          | Durée                                                          |                                                                |                                                                |                                                                |                                                                |                                                                |                                                                |                                                                |
| -------------------------------------------------------------- | -------------------------------------------------------------- | -------------------------------------------------------------- | -------------------------------------------------------------- | -------------------------------------------------------------- | -------------------------------------------------------------- | -------------------------------------------------------------- | -------------------------------------------------------------- | -------------------------------------------------------------- | -------------------------------------------------------------- |
| 1.                                                             | Forest Hymn (Album Version)                                    | 5:48                                                           |                                                                |                                                                |                                                                |                                                                |                                                                |                                                                |                                                                |
| 2.                                                             | White Whisper (Album Version)                                  | 5:47                                                           |                                                                |                                                                |                                                                |                                                                |                                                                |                                                                |                                                                |
| 3.                                                             | Bohemian Ballet (Orange Mix by Shazz)                          | 6:15                                                           |                                                                |                                                                |                                                                |                                                                |                                                                |                                                                |                                                                |
| 4.                                                             | Boheme (Dreadzone Mix by Pylon King)                           | 6:25                                                           |                                                                |                                                                |                                                                |                                                                |                                                                |                                                                |                                                                |
| 5.                                                             | Marta's Song (Rainforest Crunch Mix)                           | 7:34                                                           |                                                                |                                                                |                                                                |                                                                |                                                                |                                                                |                                                                |
| 6.                                                             | Deep Forest (Kevin Godley Mix)                                 | 3:41                                                           |                                                                |                                                                |                                                                |                                                                |                                                                |                                                                |                                                                |
| 7.                                                             | While the Earth Sleeps (feat. Peter Gabriel)                   | 6:24                                                           |                                                                |                                                                |                                                                |                                                                |                                                                |                                                                |                                                                |
| 8.                                                             | Sweet Lullaby (Remix)                                          | 6:08                                                           |                                                                |                                                                |                                                                |                                                                |                                                                |                                                                |                                                                |
| 48:02                                                          |                                                                |                                                                |                                                                |                                                                |                                                                |                                                                |                                                                |                                                                |                                                                |

## Crédits
- Production, composition, arrangements : Éric Mouquet, Michel Sanchez
- Mastering : Bob Ludwig
- Mixage – Michel Sanchez, Eric Mouquet, Joe Gibb, Dan Gellert, David Bottrill
- Direction artistique (conception graphique) : Antonietti, Pascault & Associés
- Photographie : Pierre Terrasson, Marc Harrold, Jacko Vassilev, Vloo